# Иевлев, Иван Степанович
Иван Степанович Иевлев — советский хозяйственный и политический деятель.

## Биография
Родился в 1927 году в селе Лойма. Член КПСС.
Окончил Архангельский лесотехнический институт.
В 1941—1957 гг. — лесоруб, бригадир лесорубов, инженер, главный инженер леспромхоза.
В 1957—1963 гг. — директор леспромхоза.
В 1963—1971 гг. — управляющий трестом «Печоралесосплав»
В 1971—1984 гг. — начальник Всесоюзного лесопромышленного объединения «Комилеспром».
За разработку новых высокопроизводительных технологий производства бумаги и картона на основе использования древесины лиственных пород в ПО «Сыктывкарский ЛПК имени Ленинского комсомола» и Котласском ЦБК имени 50-летия ВЛКСМ был в составе коллектива удостоен Государственной премии СССР в области науки и техники 1982 года.
В 1984—1996 гг. — директор института «КомигипроНИИлеспром».
Делегат XXV съезда КПСС.
Умер в 2005 году в Сыктывкаре.

## Награды
- Орден Трудового Красного Знамени
- Орден Знак Почёта